# ハインリヒ・フォン・プロイセン (1862-1929)
ハインリヒ・フォン・プロイセン（ドイツ語: Heinrich von Preußen, 1862年8月14日 - 1929年4月20日）は、プロイセン及びドイツの王族、海軍軍人。全名はアルベルト・ヴィルヘルム・ハインリヒ（Albert Wilhelm Heinrich）だが、もっぱらハインリヒと呼ばれる。ヴィルヘルム1世 (ドイツ皇帝)の孫であり、フリードリヒ3世の次男で、ヴィルヘルム2世の弟。ドイツ帝国海軍で司令官として軍歴を積み、最終的には海軍元帥に任じられた。

## 生涯

### 出生
1862年8月14日、フリードリヒ3世（当時皇太子）とその妃でイギリス女王ヴィクトリアの娘であるヴィクトリアの第3子として生まれた。インテリだった母ヴィクトリアは子供たちに高い知能を要求したがハインリヒはその要求に応じられず、母ヴィクトリアは祖母ヴィクトリア女王に宛てた手紙の中で「ハインリヒは絶望的な怠け者です」と記している。このため、ハインリヒは兄ヴィルヘルム2世や姉シャルロッテと共に母を嫌うようになった。

### 海軍軍人

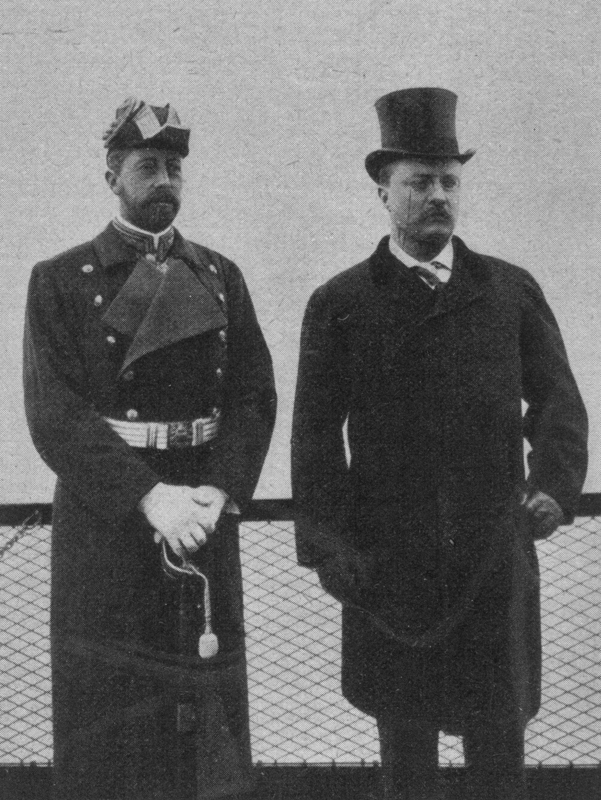
ハインリヒとセオドア・ルーズベルト（1902年）

ハインリヒは幼少期から海軍に関心を抱き、新宮殿の庭園で帆船模型を作って遊び、水兵としての素養を身に付けていった。1877年にカッセルのギムナジウムに入校した後、ドイツ帝国海軍の士官候補課程を受ける。訓練では1878年から1880年にかけて外洋航海を経験し、同年10月に士官の適性検査を合格した後、1884年から1886年にかけて海軍士官学校で教育を受ける。海軍士官候補生として1879年6月から翌年の4月まで日本に滞在した。任官してからは各国を訪問することになり、後に各国訪問の経験を回顧録として出版している。
ハインリヒは皇族のため、若年にもかかわらず指揮官に任命された。1887年に魚雷艇戦隊及び第1水雷艇戦隊指揮官に任命され、1888年に皇室ヨット「ホーエンツォレルン」船長、1889年から1890年にかけて二級巡洋艦「イレーネ」艦長、湾岸防衛艦「ベオウルフ」艦長、「ザクセン」艦長、「ヴェルト」艦長を歴任し、その後は東洋艦隊の巡洋艦戦隊指揮官として青島市に赴任した。着任後のハインリヒは軍事分野よりも政治分野で活躍し、彼は清朝の宮廷に招かれた最初のヨーロッパ王族となった。1899年に東洋艦隊司令長官に就任し、1901年1月に退任してドイツに帰国し、同年秋に第1艦隊司令官に就任した。1903年にバルト海基地司令官に就任、1906年から1909年にかけて大洋艦隊司令長官を務め、退任後に元帥に昇進し、ハンス・フォン・ケースターの後任として海軍監察長官に就任した。この間の1902年にハーバード大学から名誉博士号を授与されている。
1914年に第一次世界大戦が勃発すると、ハインリヒは新設されたバルト海艦隊司令長官に就任する。バルト海艦隊は戦力的にロシア帝国のバルチック艦隊よりも劣勢だったが、ハインリヒは二月革命でロシア帝国が崩壊するまでの間、ドイツ領海岸へのバルチック艦隊の侵入を防ぐことに成功した。ロシア海軍との戦闘が終わった後、ハインリヒは自分の役目は終わったとして司令長官を退任し、ドイツ革命により帝国が崩壊したことで軍籍を退くことになった。ハインリヒは革命に公然と反対したが、家族の安全を優先してキールから脱出した。

### 晩年
ヴァイマル共和政に移行した後は、家族と共にシュレースヴィヒ＝ホルシュタイン州に移り住み、モータースポーツやヨットを嗜み暮らした。また、船乗りの育成にも励み、彼を慕う船乗りや水兵たちの間では、プリンツ・ハインリヒ・ムッツァという軍帽が流行した。1929年4月20日に咽喉癌で死去した。

## 人物

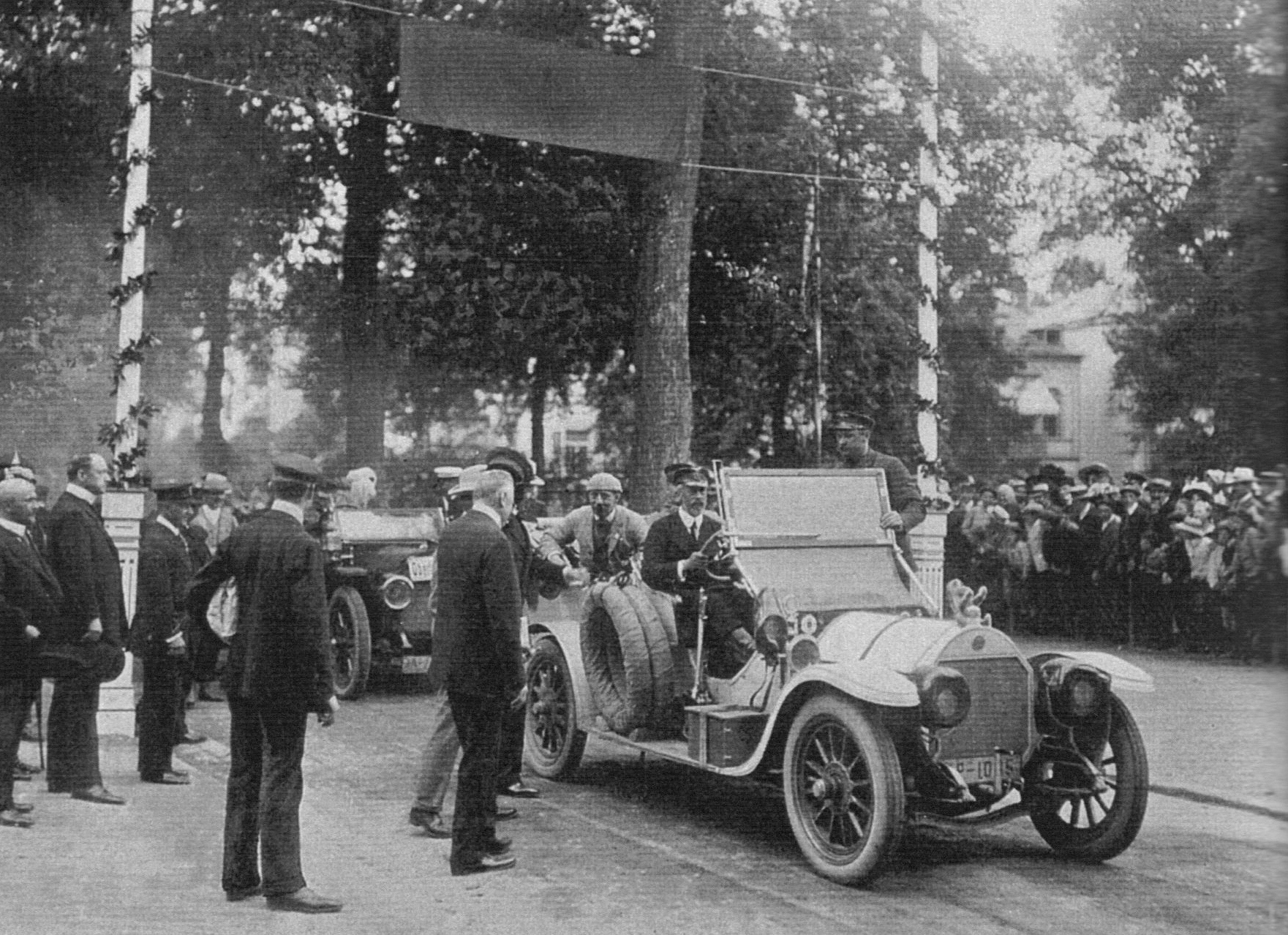
プリンツ・ハインリヒ・ラリーに出場するハインリヒ（1910年）

ハインリヒは兄ヴィルヘルム2世とは対照的に謙虚な性格で、兵士たちやドイツ北部で人気があった。また、他の兄弟よりも外交官としての素質もあり、1902年にアメリカ合衆国を訪問した際にはアメリカの記者たちに好印象を与え、ドイツ系アメリカ人社会からも歓迎された。軍人としては現実主義で、潜水艦や飛行機などの最新技術を高く評価し、積極的に兵器として導入していった。また飛行機にも興味を示し、1910年にパイロットの資格も取得した。第一次世界大戦中はロシア海軍に対抗するため、空母の運用も計画していた。
ヨットの愛好家として知られ、1887年に海軍将校グループが設立したキールのヨットクラブの会員となり、クラブのパトロンとなった。また、自動車にも興味を持ち、自動車の手動ワイパーを発明したという。1908年にはドイツグランプリの前身となるプリンツ・ハインリヒ・ラリーを開催し、ヴィルヘルム2世と共に帝国自動車クラブを後援した。

## ハインリヒの訪日

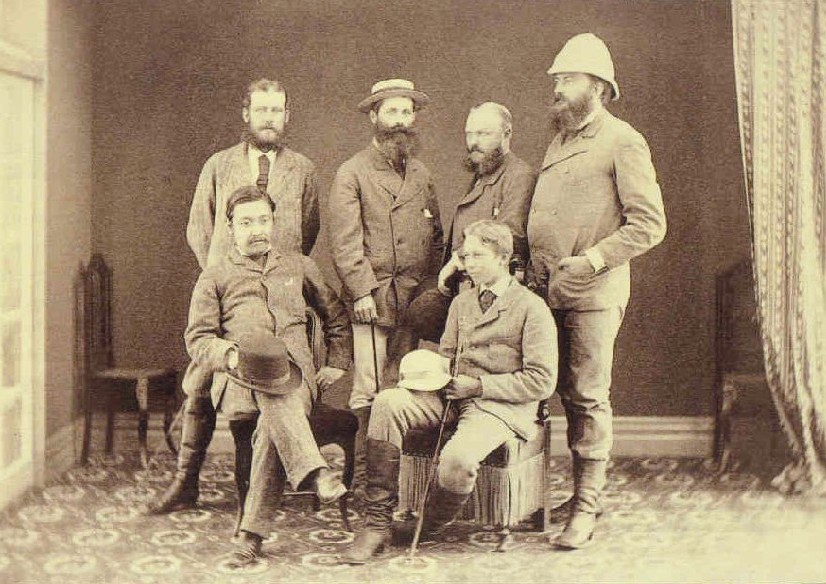
日本訪問中のハインリヒ（1879年）

1878年10月6日、海軍士官候補生としての教育のため、世界一周旅行をすることになった当時16歳のハインリヒは、コルベット艦「プリンツ・アーダルベルト」に搭乗してキール港を出港し、南米諸国を歴訪した後ハワイから太平洋を横断して、1879年5月23日に横浜港に到着し、初来日した。5月26日にドイツ語に堪能な北白川宮能久親王と外務省御用掛蜂須賀茂韶がプリンツ・アーダルベルトに乗艦して明治天皇の歓迎の意思を伝達した。5月28日にハインリヒは艦を降りると汽車で横浜駅から新橋駅へ向かい、そこから浜離宮内の迎賓館である延遼館へ案内された。翌29日に明治天皇に初拝謁。ハインリヒは祖父ヴィルヘルム1世から預かったプロイセン最高勲章黒鷲勲章を明治天皇に贈呈し、返礼として明治天皇から旭日大綬章を贈られた。さらに翌30日には参内の返礼として天皇が延遼館を行幸してハインリヒを訪ね、花瓶や絹織物などをハインリヒに贈った。
その後、ハインリヒは日本観光を行い、6月4日には有栖川宮熾仁親王、北白川宮能久親王、右大臣岩倉具視、内務卿伊藤博文など錚々たるメンバーが付き添って歌舞伎を見学。ドイツ人居留地でも舞踏会などざまざまの催しが開かれてハインリヒは歓迎された。その後富士山登山も行ったが、当時のコレラの流行と夏の暑さを避けるためにハインリヒ一行は横浜港のプリンツ・アーダルベルトに戻り、避暑のためウラジオストクへ移動するも、そこでもコレラが流行したため、日本に取って返し、「茹だるように暑い日本の夏を乗組員たちは、健康上の理由から北の水域で過ごした。北海道の港町函館から当時未開の北の島の内陸部へも分け入った」という。
9月17日にプリンツ・アーダルベルト号は再度横浜に入港した。9月末から10月にかけて日光を訪問し、10月15日には赤坂仮皇居で会席が設けられ、有栖川宮、北白川宮、宮内卿徳大寺実則、岩倉、外務卿井上馨などが列席した。
11月中旬に西日本を訪れ、京都御所などを見学し、嵐山では保津川下りを楽しみ、祇園・清水寺なども見物した。大津、坂本、宇治にも訪れている。さらに12月にハインリヒを乗せたプリンツ・アーダルベルトは，長崎に向かい、1880年1月6日に長崎を離れた後、9日に神戸港に到着。
2月7日、大阪府島下郡小路村（現・大阪府吹田市岸部北）の「禁猟制札の場所」である釈迦ヶ池（吉志部神社のある紫金山の背後に位置する）で、当時神戸に滞在していたハインリヒは、禁猟区域であるにもかかわらずお供を連れてお忍びで鴨猟をしていた。そのため、プロイセン皇孫だということを知らない七尾村の井田元吉がハインリヒを殴打した。このことに立腹したプロイセン王国側が、その翌日、皇孫に対して不敬のふるまいがあったとして、大阪府ならびに外務省に抗議を申し入れたため、外交問題に発展した。談判の結果、同月14日に至って、大阪府庁と吉志部神社で「謝罪式」が行われ、関係者13名が処分され落着した。取調処理を安直にすませた巡査8人は不敬を犯したとして免職、警部5人は1か月の俸給停止処分を受けた。日本国内のドイツ人（プロイセン人）は治外法権は、日普修好通商条約（1861年1月24日締結）に始まり、北ドイツ連邦創設後の条約（1869年2月20日締結）を経て、1871年のドイツ帝国との条約に継がれていた。
この吹田プロイセン皇孫遊猟事件について、政治史的側面からこれを捉え、日本における不平等条約下の弱腰外交の一例と位置づけ、これに対する批判の高まり、自由民権運動・ナショナリズムの高揚の視点からの研究があり、内山正熊氏の「吹田事件 (1880年）の史的回顧」が代表的なものである。しかし山中敬一は、これを弱腰外交ではなく、条約改正を大きな支障なく進めていきたいとの戦略の故だと解釈しうると指摘する。また、この事件前、外務卿井上馨は、治外法権・領事裁判権の問題よりも関税自主権の回復に重きを置いていたのが、この事件後には治外法権・領事裁判権を含む改正条約案を各駐日外国公使に送付するようになるなど、治外法権・領事裁判権をめぐる列強各国との交渉を本格化させており、その後、紆余曲折はあったが、1894年 (明治27年）の「日英通商航海条約」を経て列強諸国と領事裁判権撤廃をこぎつけるきっかけとなった。
一方ハインリヒは事件後の4月2日に再び宮中に赴いたが、明治天皇は大阪における事件について熱心に遺憾の意を表し、色々あったかもしれないが日本に良い思い出を抱いて帰られるよう願われた。ハインリヒは4月5日に横浜を出港し、次なる訪問地上海へと向かった。
ハインリヒは1899年に日本を再訪し、1912年には明治天皇の大喪儀にドイツ代表団の一員として参列している。

## 家族

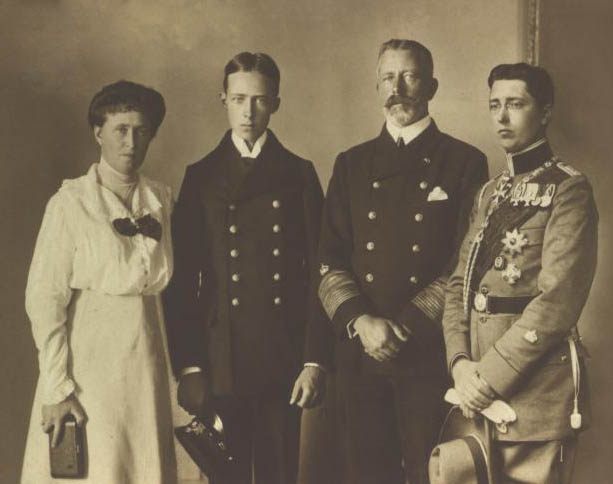
ハインリヒ一家（1910年）

1888年5月24日に従妹にあたるイレーネ（ヘッセン大公ルートヴィヒ4世の娘）と結婚。妻との間に3男をもうけたが長男のヴァルデマールと三男のハインリヒはヴィクトリア女王からの遺伝で血友病を患い、ハインリヒは4歳で早世した。
- ヴァルデマール・ヴィルヘルム・ルートヴィヒ・フリードリヒ・ヴィクトル・ハインリヒ（1889年 - 1945年）
- ヴィルヘルム・ヴィクトル・カール・アウグスト・ハインリヒ・ジギスムント（1896年 - 1978年）
- ハインリヒ・ヴィクトル・ルートヴィヒ・フリードリヒ（1900年 - 1904年）